# Steely Dan/Diskografie
Diese Diskografie ist eine Übersicht über die musikalischen Werke der US-amerikanischen Rockband Steely Dan. Den Schallplattenauszeichnungen zufolge hat sie bisher mehr als 12,6 Millionen Tonträger verkauft, davon alleine in ihrer Heimat über elf Millionen. Ihre erfolgreichste Veröffentlichung ist das Album Aja mit über 2,3 Millionen verkauften Einheiten.

## Alben

### Studioalben
| Jahr | Titel                | Höchstplatzierung, Gesamtwochen, AuszeichnungChartplatzierungen (Jahr, Titel, Platzierungen, Wochen, Auszeichnungen, Anmerkungen) | Höchstplatzierung, Gesamtwochen, AuszeichnungChartplatzierungen (Jahr, Titel, Platzierungen, Wochen, Auszeichnungen, Anmerkungen) | Höchstplatzierung, Gesamtwochen, AuszeichnungChartplatzierungen (Jahr, Titel, Platzierungen, Wochen, Auszeichnungen, Anmerkungen) | Anmerkungen |
| Jahr | Titel                | DE | UK | US | Anmerkungen |
| ---- | -------------------- | --- | --- | --- | --- |
| 1972 | Can’t Buy a Thrill   | DE84 (1 Wo.)DE | UK38 Gold · (1 Wo.)UK | US17 Platin · (59 Wo.)US | Erstveröffentlichung: Oktober 1972 Charteintritt in UK erst im September 1975, in DE erst im November 2022 Produzent: Gary Katz |
| 1973 | Countdown to Ecstasy | — | — | US35 Gold · (34 Wo.)US | Erstveröffentlichung: Juli 1973 Produzent: Gary Katz                                                                            |
| 1974 | Pretzel Logic        | — | UK37 Silber · (2 Wo.)UK | US8 Platin · (36 Wo.)US | Erstveröffentlichung: März 1974 Produzent: Gary Katz                                                                            |
| 1975 | Katy Lied            | — | UK13 Silber · (6 Wo.)UK | US13 Platin · (26 Wo.)US | Erstveröffentlichung: März 1975 Produzent: Gary Katz                                                                            |
| 1976 | The Royal Scam       | — | UK11 Silber · (13 Wo.)UK | US15 Platin · (29 Wo.)US | Erstveröffentlichung: Mai 1976 Produzent: Gary Katz                                                                             |
| 1977 | Aja                  | — | UK5 Gold · (10 Wo.)UK | US3 ×2Doppelplatin · (60 Wo.)US                                                                                                   | Erstveröffentlichung: September 1977 Produzent: Gary Katz                                                                       |
| 1980 | Gaucho               | DE57 (2 Wo.)DE | UK27 (12 Wo.)UK | US9 Platin · (36 Wo.)US | Erstveröffentlichung: 21. November 1980 Produzent: Gary Katz                                                                    |
| 2000 | Two Against Nature   | DE11 (8 Wo.)DE | UK11 Silber · (6 Wo.)UK | US6 Platin · (30 Wo.)US | Erstveröffentlichung: 29. Februar 2000 Grammys (Album des Jahres + Bestes Popalbum) Produzenten: Donald Fagen, Walter Becker    |
| 2003 | Everything Must Go   | DE29 (7 Wo.)DE | UK21 (3 Wo.)UK | US9 (12 Wo.)US | Erstveröffentlichung: 10. Juni 2003 Produzenten: Donald Fagen, Walter Becker                                                    |

Weitere Studioalben
- 1971: You Gotta Walk It Like You Talk It (Or You’ll Lose That Beat) (Soundtrack; als Becker & Fagen)
- 1983: The Early Years (DE, US) / Old Regime (UK) (Demoaufnahmen der Jahre 1968–71; auch als Becker & Fagen)
- 1985: Berry Town
- 1988: Stone Piano
- 2015: Come Back Baby

### Livealben
| Jahr | Titel                                | Höchstplatzierung, Gesamtwochen, AuszeichnungChartplatzierungen (Jahr, Titel, Platzierungen, Wochen, Auszeichnungen, Anmerkungen) | Höchstplatzierung, Gesamtwochen, AuszeichnungChartplatzierungen (Jahr, Titel, Platzierungen, Wochen, Auszeichnungen, Anmerkungen) | Höchstplatzierung, Gesamtwochen, AuszeichnungChartplatzierungen (Jahr, Titel, Platzierungen, Wochen, Auszeichnungen, Anmerkungen) | Höchstplatzierung, Gesamtwochen, AuszeichnungChartplatzierungen (Jahr, Titel, Platzierungen, Wochen, Auszeichnungen, Anmerkungen) | Anmerkungen |
| Jahr | Titel                                | DE | CH | UK | US | Anmerkungen |
| ---- | ------------------------------------ | --- | --- | --- | --- | --- |
| 1995 | Alive in America                     | — | — | UK62 (1 Wo.)UK | US40 (5 Wo.)US | Erstveröffentlichung: 17. Oktober 1995 Aufnahme: 19. August 1993 bis 19. September 1994 Produzent: Donald Fagen |
| 2021 | Northeast Corridor: Steely Dan Live! | DE39 (2 Wo.)DE | CH62 (1 Wo.)CH | — | — | Erstveröffentlichung: 24. September 2021                                                                        |

Weitere Livealben
- 2005: Marian McPartland’s Piano Jazz Radio Broadcast: Steely Dan
- 2015: Live at WBCN in Memphis 1974 (Aufnahme: 30. April 1974)
- 2016: Transmission Impossible

### Kompilationen
| Jahr | Titel                                             | Höchstplatzierung, Gesamtwochen, AuszeichnungChartplatzierungen (Jahr, Titel, Platzierungen, Wochen, Auszeichnungen, Anmerkungen) | Höchstplatzierung, Gesamtwochen, AuszeichnungChartplatzierungen (Jahr, Titel, Platzierungen, Wochen, Auszeichnungen, Anmerkungen) | Höchstplatzierung, Gesamtwochen, AuszeichnungChartplatzierungen (Jahr, Titel, Platzierungen, Wochen, Auszeichnungen, Anmerkungen) | Anmerkungen                                                                     |
| Jahr | Titel                                             | DE | UK | US | Anmerkungen                                                                     |
| ---- | ------------------------------------------------- | --- | --- | --- | ------------------------------------------------------------------------------- |
| 1978 | Greatest Hits                                     | — | UK41 (18 Wo.)UK | US30 Platin · (22 Wo.)US | Erstveröffentlichung: 30. November 1978                                         |
| 1982 | Gold                                              | — | UK49 (4 Wo.)UK | US115 Gold · (9 Wo.)US | Erstveröffentlichung: Juni 1982                                                 |
| 1982 | Golden Hits                                       | — | UK44 (2 Wo.)UK | — | Erstveröffentlichung: Juli 1982                                                 |
| 1985 | The Very Best of Steely Dan: Reelin’ in the Years | — | UK43 Silber · (5 Wo.)UK | — | Erstveröffentlichung: Oktober 1985                                              |
| 1987 | The Very Best of Steely Dan: Do It Again          | — | UK64 (4 Wo.)UK | — | Erstveröffentlichung: September 1987                                            |
| 1993 | Remastered: The Best of Steely Dan: Then and Now  | — | UK42 (5 Wo.)UK | — | Erstveröffentlichung: November 1993                                             |
| 1995 | A Decade of Steely Dan                            | — | UK100 Gold · (1 Wo.)UK | US122 Gold · (1 Wo.)US | Erstveröffentlichung: September 1995 Charteintritt in US erst im September 2017 |
| 2005 | Showbiz Kids: The Steely Dan Story, 1972–1980     | — | UK53 (1 Wo.)UK | — | Erstveröffentlichung: 14. November 2000                                         |
| 2006 | The Definitive Collection                         | — | — | US92 (6 Wo.)US | Erstveröffentlichung: 1. August 2006                                            |

Weitere Kompilationen
- 1975: The Steely Dan Story
- 1985: Sun Mountain
- 1987: Reelin’ in the Years
- 1991: Gold (Expanded Edition)
- 1993: Roaring of the Lamb
- 1993: Citizen Steely Dan 1972–1980 (Box mit 4 CDs, US: Gold)
- 1998: Becker & Fagen: Founders of Steely Dan
- 2000: The Legends Collection: The Steely Dan Collection (2 CDs)
- 2000: Steely Dan
- 2002: Beginnings
- 2006: Fagen & Becker: The Origins
- 2007: The Best of Steely Dan
- 2009: The Very Best of Steely Dan (2 CDs, UK: Gold)

## Singles
| Jahr | Titel Album                                             | Höchstplatzierung, Gesamtwochen, AuszeichnungChartplatzierungen (Jahr, Titel, Album, Platzierungen, Wochen, Auszeichnungen, Anmerkungen) | Höchstplatzierung, Gesamtwochen, AuszeichnungChartplatzierungen (Jahr, Titel, Album, Platzierungen, Wochen, Auszeichnungen, Anmerkungen) | Höchstplatzierung, Gesamtwochen, AuszeichnungChartplatzierungen (Jahr, Titel, Album, Platzierungen, Wochen, Auszeichnungen, Anmerkungen) | Anmerkungen                                                            |
| Jahr | Titel Album                                             | DE | UK | US | Anmerkungen                                                            |
| ---- | ------------------------------------------------------- | --- | --- | --- | ---------------------------------------------------------------------- |
| 1972 | Do It Again Can’t Buy a Thrill                          | DE33 (3 Wo.)DE | UK39 Silber · (4 Wo.)UK | US6 (17 Wo.)US | Erstveröffentlichung: Oktober 1972                                     |
| 1973 | Reelin’ in the Years Can’t Buy a Thrill                 | — | UK— SilberUK | US11 (16 Wo.)US | Erstveröffentlichung: Februar 1973                                     |
| 1973 | Show Biz Kids Countdown to Ecstasy                      | — | — | US61 (8 Wo.)US | Erstveröffentlichung: 27. Juli 1973                                    |
| 1973 | My Old School Countdown to Ecstasy                      | — | — | US63 (9 Wo.)US | Erstveröffentlichung: Oktober 1973                                     |
| 1974 | Rikki Don’t Lose That Number Pretzel Logic              | — | UK58 (3 Wo.)UK | US4 (19 Wo.)US | Erstveröffentlichung: April 1974 Charteintritt in UK erst im März 1979 |
| 1974 | Pretzel Logic                                           | — | — | US57 (5 Wo.)US | Erstveröffentlichung: September 1974                                   |
| 1975 | Black Friday Katy Lied                                  | — | — | US37 (7 Wo.)US | Erstveröffentlichung: Mai 1975                                         |
| 1976 | Kid Charlemagne The Royal Scam                          | — | — | US82 (3 Wo.)US | Erstveröffentlichung: Juni 1976                                        |
| 1976 | The Fez The Royal Scam                                  | — | — | US59 (5 Wo.)US | Erstveröffentlichung: September 1976                                   |
| 1976 | Haitian Divorce The Royal Scam                          | — | UK17 (9 Wo.)UK | — | Erstveröffentlichung: 12. November 1976                                |
| 1977 | Peg Aja                                                 | — | — | US11 (19 Wo.)US | Erstveröffentlichung: November 1977                                    |
| 1978 | Deacon Blues Aja                                        | — | — | US19 (16 Wo.)US | Erstveröffentlichung: März 1978                                        |
| 1978 | FM (No Static at All) FM: The Original Movie Soundtrack | — | UK49 (5 Wo.)UK | US22 (10 Wo.)US | Erstveröffentlichung: Mai 1978                                         |
| 1978 | Josie Aja                                               | — | — | US26 (11 Wo.)US | Erstveröffentlichung: August 1978                                      |
| 1980 | Hey Nineteen Gaucho                                     | — | — | US10 (19 Wo.)US | Erstveröffentlichung: November 1980                                    |
| 1981 | Time Out of Mind Gaucho                                 | — | — | US22 (11 Wo.)US | Erstveröffentlichung: März 1981                                        |

Weitere Singles
- 1972: Dallas
- 1975: Bad Sneakers
- 1981: Babylon Sisters
- 2000: Cousin Dupree (nur in DE als Single veröffentlicht; Grammy als Beste Performance einer Popgruppe)
- 2000: What a Shame About Me
- 2000: Jack of Speed

Die Autoren aller aufgelisteten Lieder sind Donald Fagen und Walter Becker.

## Videoalben
- 2000: Two Against Nature: Plush TV Jazz-Rock Party in Hi-Fi Stereo
- 2008: In Concert
- 2010: Perfection in Performance

## Statistik

### Chartauswertung
|                     | DE    | CH    | UK     | US     |
| ------------------- | ----- | ----- | ------ | ------ |
| Nummer-eins-Alben   | DE—DE | CH—CH | UK—UK  | US—US  |
| Top-10-Alben        | DE—DE | CH—CH | UK1UK  | US5US  |
| Alben in den Charts | DE5DE | CH1CH | UK17UK | US13US |

|                       | DE    | UK    | US     |
| --------------------- | ----- | ----- | ------ |
| Nummer-eins-Singles   | DE—DE | UK—UK | US—US  |
| Top-10-Singles        | DE—DE | UK—UK | US3US  |
| Singles in den Charts | DE1DE | UK4UK | US15US |

### Auszeichnungen für Musikverkäufe
| Goldene Schallplatte - Kanada - 1978: für das Album The Royal Scam - 1978: für das Album Greatest Hits - 2001: für das Album Two Against Nature - Neuseeland - 1981: für das Album Gaucho - 1994: für das Album Remastered: The Best of Steely Dan: Then and Now | Platin-Schallplatte - Australien - 2006: für das Album Remastered: The Best of Steely Dan: Then and Now - Neuseeland - 1979: für das Album Greatest Hits - 2021: für die Single Do It Again - 2022: für die Single Reelin’ in the Years 2× Platin-Schallplatte - Kanada - 1978: für das Album Aja |

Anmerkung: Auszeichnungen in Ländern aus den Charttabellen bzw. Chartboxen sind in ebendiesen zu finden.
| Land/RegionAuszeichnungen für Musikverkäufe (Land/Region, Auszeichnungen, Verkäufe, Quellen) | Silber     | Gold       | Platin       | Verkäufe   | Quellen                       |
| -------------------------------------------------------------------------------------------- | ---------- | ---------- | ------------ | ---------- | ----------------------------- |
| Australien (ARIA)                                                                            | —          | —          | Platin1      | 70.000     | aria.com.au                   |
| Kanada (MC)                                                                                  | —          | 3× Gold3   | 2× Platin2   | 350.000    | musiccanada.com               |
| Neuseeland (RMNZ)                                                                            | —          | 2× Gold2   | 3× Platin3   | 90.000     | aotearoamusiccharts.co.nz NZ2 |
| Vereinigte Staaten (RIAA)                                                                    | —          | 4× Gold4   | 9× Platin9   | 11.000.000 | riaa.com                      |
| Vereinigtes Königreich (BPI)                                                                 | 7× Silber7 | 4× Gold4   | —            | 1.120.000  | bpi.co.uk                     |
| Insgesamt                                                                                    | 7× Silber7 | 13× Gold13 | 15× Platin15 |            |                               |